# Carl Duisberg
Carl Duisberg, född 29 september 1861 i Barmen, död 19 mars 1935 i Leverkusen, tysk kemist och chef för Bayer AG.
1884 började Carl Duisberg vid Bayer som kemist och han var med och skapade en internationell storkoncern genom banbrytande utvecklingsarbete.
Han var uppfinnare av fler viktiga tjärfärgämnen och från 1912 chef för Elbenfeber Farbenfabriken (Leverkusen), och blev 1925 förste ordförande i Reichsverband der Deutschen Industri.
Duisberg var drivande i skapandet av IG Farben som Bayer AG gick upp år 1925.